# حاکمیت عوام
حاکمیت عوام (به انگلیسی: popular sovereignty)، اصلی است که اقتدار یک حکومت و دولت توسط رضایت مردم، از طریق نماینده‌های منتخب آن‌ها (حاکمیت توسط مردم) که منبع تمام قدرت سیاسی هستند، به وجود آمده و حفظ می‌شود. حاکمیت عوام با فیلسوفان قرارداد اجتماعی هم‌چون توماس هابز، جان لاک و ژان-ژاک روسو، ارتباط نزدیکی دارد. حاکمیت عوام یک مفهوم را نشان می‌دهد و الزاماً یک واقعیت سیاسی را بازتاب یا توصیف نمی‌کند. بنجامین فرانکلین این مفهوم را زمانی توضیح داد که نوشت: «در دولت‌های آزاد، حاکمان خدمت‌گزاران مردم و مردم سروران و حاکمان آن‌ها اند».

## منشأ
حاکمیت عوام در معنی مدرن آن ایده ایست که تاریخ آن به مکتب قراردادهای اجتماعی (اواسط قرن ۱۷ تا اواسط قرن ۱۸) بر می‌گردد که توسط توماس هابز (۱۵۸۸–۱۶۷۹)، جان لاک (۱۶۳۲–۱۷۰۴) و جان جاک روسو (۱۷۱۲–۱۷۷۸)، مؤلف قرارداد اجتماعی، یک اثر برجسته سیاسی که به وضوح ایدهآل‌های «اراده عمومی» را برجسته ساخته و نظریه حاکمیت عوام را پخته‌تر ساخت، نمایندگی می‌شود. اصل اساسی این است که مشروعیت حاکمیت یا قانون، مبتنی بر رضایت حکومت‌شوندگان می‌باشد؛ بنابراین حاکمیت عوام در بیشتر جمهوری‌ها و برخی از سلطنت‌ها یک اصل اساسی است. هابز، لاک، و روسو تأثیرگذارترین متفکرین این مکتب بوده و همه مدعی بودند که افراد تصمیم می‌گیرند وارد قرارداد اجتماعی با یکدیگر شوند، بنابراین به صورت داوطلبانه بخشی از آزادی‌های طبیعی خود را در ازای محفاظت خطرات ناشی شده از آزادی دیگران، از دست می‌دهند. چه مردان به‌طور طبیعی بیشتر در معرض خشونت و تجاوز (هابز) یا همکاری و مهربانی (روسو) قرار بگیرند، این ایده که نظام اجتماعی مشروع تنها زمانی بدست می‌آید که آزادی‌ها و وظایف میان شهروندان برابر باشد، متفکران قرارداد اجتماعی را به مفهوم حاکمیت عوام گره می‌زند.
توسعه ابتدائی نظریه حاکمیت عوام را می‌توان در میان «مکتب سالامانکا» یافت (به‌طور مثال به «فرانسسکو دی وکتوریا»‏ (۱۴۸۳–۱۵۴۶) یا فرانسیسکو سوارز (۱۵۴۸–۱۶۱۷) مراجعه کنید) که (مانند نظریه‌پردازان حق الهی پادشاهان و لاک) حاکمیت را نشأت گرفته از خدا می‌دانست، اما (برخلاف نظریه‌پردازان حق الهی، و در توافق با لاک) از طرف خدا به همه مردم مساوی منتقل می‌شود، نه فقط به پادشاهان.
جمهوری‌ها و سلطنت‌های مردمی از لحاظ نظری مبتنی بر حاکمیت عوام هستند. با این حال، یک مفهوم قانونی حاکمیت عوام لزوماً مفهوم دموکراسی مؤثر و کارا را نمی‌رساند: یک حزب یا حتی یک فرد دیکتاتور می‌تواند ادعا کند که اراده مردم را تمثیل می‌کند، به نام آن‌ها حاکمیت کرده و وانمود کند که آئوکتوریتاس حفظ می‌کند. این کار با نگرش هابز درباره موضوع معادل است، اما نه با مدرن‌ترین تعاریف که دیموکراسی را به عنوان یک شرط ضروری حاکمیت عوام می‌بینند.

## ایالات متحده
«کریستین جی. فریتز» در اثر خود با عنوان «حاکمان آمریکا: مردم و سنت مشروطه آمریکا قبل از جنگ داخلی» اشاره می‌کند که، به کاربرد دکترین حاکمیت عوام در تاریخ آمریکا تأکید خاصی شده‌است. دونالد اس لوتز، دانش‌مند علوم سیاسی، در توصیف این‌که آمریکایی‌ها چگونه تلاش کردند تا این دکترین را قبل از جنگ‌های سرزمینی بر سر برده‌داری که منجر به جنگ داخلی شد اعمال کنند، به کاربردهای متعدد آمریکایی اشاره کرد:
صحبت در مورد حاکمیت عوام به معنی قراردادن اقتدار نهایی در مردم است. راه‌های متعددی وجود دارد که از طریق آن می‌شود حاکمیت را نشان داد. به این مفهوم که مردم خودشان، یا با میانجی‌گیری نمایندگان شان که در معرض انتخابات و فراخوان قرار دارند، قانون وضع می‌کنند. از راه غایی، به این مفهوم که مردم روی قوانین حق نفی یا وتو داشته باشند، یا ممکن است چیزی کم‌تر دراماتیک باشد. کوتاه این‌که، حاکمیت عوام بسیاری از امکانات سازمانی را پوشش می‌دهد. با این حال، در هر صورت حاکمیت عوام موجودیت نوعی از رضایت مردم را مفروض می‌گیرد و به همین دلیل است که تمام تعاریف دولت جمهوری، تلویحاً یک نظریه رضایت را به هم‌راه دارد.— Donald S. Lutz
همان‌طوری که در زمینه تاریخی اروپا مورد بحث و استفاده قرار گرفته بود، انقلاب آمریکا بیان‌گر یک انحراف در مفهوم حاکمیت عوام است. هدف انقلابیون آمریکایی این بود که حاکمیت را در شخص پادشاه جورج سوم، با یک حاکمیت جمعی که متشکل از مردم است، جایگزین کنند. از آن پس، انقلابیون آمریکایی عموماً با این اصل موافق و متعهد بودند که دولت‌ها تنها در صورتی مشروعیت دارند که بر حاکمیت عوام تکیه کنند. این موضوع اغلب با مفهوم رضایت حکومت‌شوندگان نظریه مردم به عنوان حاکمیت مرتبط بود و ریشه‌های روشن‌فکری در قرون ۱۷ و ۱۸ تاریخ انگلیس داشت.

### دهه ۱۸۵۰
در دهه ۱۸۵۰، درآستانه جنگ داخلی، دموکرات‌های شمالی به رهبری سناتور لوئیس کاس از میشیگان و استیون ای. داگلاس از ایلینوی، حاکمیت عوام را به‌عنوان موضع میانی در مورد مسئله برده‌داری ترویج کردند. گفته شد که ساکنان حقیقی سرزمین‌ها باید بتوانند از طریق رای دهی تصمیم بگیرند که آیا برده‌داری در کشور مجاز باشد یا خیر. دولت فدرال مجبور نبود این تصمیم را بگیرد و کاس و داگلاس با توسل به دموکراسی امیدوار بودند بتوانند مسئله حمایت یا مخالفت با برده‌داری را یک طرفه کنند. دگلاس در قانون کانزاس نبراسکا که در سال ۱۸۵۴ از سوی کنگره تصویب شد، حاکمیت عوام را بر کانزاس اعمال نمود. این قانون دو نتیجه غیر متوقعه داشت. با کنار گذاشتن سازش ۱۸۲۰ (که گفته بود برده‌داری هیچ‌گاهی در کانزاس مجاز نخواهد بود)، یک تقویت بزرگ در گسترش برده‌داری بود. خشم، یک شبه نیروهای ضد برده‌داری را در سراسر شمال به جنبش «ضد نبراسکا» متحد ساخت که به زودی با تعهد قوی برای متوقف ساختن گسترش برده‌داری، به عنوان حزب جمهوری‌خواه نهادینه شد. ثانیاً، عناصر طرف‌دار و ضد برده‌داری به نیت رای دهی به نفع یا ضد برده‌داری به کانزاس رفتند که منجر به جنگ داخلی شدید در سطح ایالت شد که بنام «کانزاس خونبار» یاد می‌شود. آبراهام لینکلن در مناظره‌های لینکلن-داگلاس سال ۱۸۵۸، حاکمیت عوام را هدف قرار داده و داگلاس را در موقعیتی قرار داد که دموکرات‌های جنوبی طرف‌دار برده‌داری را که فکر می‌کردند او در حمایت از برده‌داری بسیار ضعیف است، از خود براند. دموکرات‌های جنوبی با او قطع رابطه کرده و کاندیدا خود را در برابر لینکلن و داگلاس در سال ۱۸۶۰ میلادی معرفی کردند.

## ارجاعات
1. ↑  Leonard Levy notes the "doctrine" of popular sovereignty that it "relates primarily not to the Constitution's [actual] operation but to its source of authority and supremacy, ratification, amendment, and possible abolition" (Tarcov 1986, v. 3, p. 1426, 1426).
2. ↑  Benjamin Franklin (2003). The Political Thought of Benjamin Franklin. Edited by Ralph Ketchum; Hackett Publishing. p. 398. ISBN 0-87220-683-1.
3. ↑  Christian G. Fritz, American Sovereigns: The People and America's Constitutional Tradition Before the Civil War (Cambridge University Press, 2008) at p. 290, 400. ISBN 978-0-521-88188-3
4. ↑  Lutz 1980, p. 38
5. ↑  Additional support for the centrality of popular sovereignty include:
  - Ronald M. Peters, Jr., suggests the following as embodying the meaning of popular sovereignty for Americans – "The concept of popular sovereignty holds simply that in a society organized for political action, the will of the people as a whole is the only right standard of political action"  (Peters, Jr. 1978,  p. 1);
  - Donald S. Lutz suggests that popular sovereignty came to have meaning in "the way Americans viewed themselves as a people. They firmly believed that on their own authority they could form themselves into a community, create or replace a government to order their community, select and replace those who hold government office, determine which values bind them as a community and thus which values should guide them those in government when making decisions for the community, and replace political institutions at variance with these values" (Lutz 1980, p. 10);
  - Joel H. Silbey, states "The justification of the American Revolution and republican government—-as opposed to the monarchical forms of government in Europe—rested on the theory of popular sovereignty. In essence, that theory established the basic premise of American political life: the ultimate and sole legitimacy of government rests on the consent of 'the people.' Defining 'the people' became one of the central issues in the development of the American experience, but soon after declaring independence, American revolutionaries came to agree that popular sovereignty underlay America's republican governments. If identifying 'the people' and their role in changing government took many decades, the problem of how to locate popular sovereignty was solved relatively quickly by the institutional device of the constitutional convention" (Silbey 1994, v. I, p. 37).
6. ↑  
  - Paul K. Conkin describes "the almost unanimous acceptance of popular sovereignty at the level of abstract principle" (Conkin 1974, p. 52);
  - Edmund S. Morgan, concludes that the American Revolution "confirmed and completed the subordination of government to the will of the people" (Morgan 1977, p. 101);
  - Willi Paul Adams asserts that statements of the "principle" of the people's sovereignty "expressed the very heart of the consensus among the victors of 1776" (Adams 1980, p. 137).
7. ↑  On the English origins of the sovereignty of the people and consent as the basis of government, see: Reid 1986–1993, v. III, pp. 97–101, 107–110; Morgan 1988, passim
8. ↑  Childers 2011, pp. 48–70